# Избачајник
Избачајници или ејективи су безвучни сугласници код којих при изговору долази до затварања гркљана. Строго фонолошки, ејективи су глоталички егресивни сугласници, тј, ваздух се избацује из гркљана, док плућа мирују.

## Распрострањеност
Ејективи постоје у око 20% језика који се говоре у свету, али ејективи који контрастирају са пулмоналним сугласницима срећу се у око 15% језика. Уобичајени су у језицима на северозападу северне Америке, а чести су и на западу, како северне, тако и јужне Америке. Уобичајени су и у источној и јужној Африци. У Евроазији се срећу у кавкаским језицима. Изван тих подручја нису уобичајени.
Језици где постоји функционална разлика између ејектива и пулмоналних сугласника:
- Кавкаски језици (све три породице);
- Кечуа и ајмара;
- Афроазијски језици (кушитски и омотски језици, као и хауса и семитски језици у Етиопији);
- неколико нило-сахарских језика;
- Мајански језици;
- бројни северноамерички језици

Једини индоевропски језик где се ејективи срећу је осетински, а присутни су и у неким дијалектима јерменског језика. У ова два језика ејективи су се развили под утицајем кавкаских језика.
Раније се претпостављало да се ејективи и имплозиви (убачајници) не могу наћи у истом језику. Та претпоставка је одбачена (фонолошки контрасти између ејектива и имплозива нађени су у неколико нило-сахарских језика).

## Типови
Највећи део ејектива су плозиви и африкати. [kʼ] је најуобичајенији ејектив (не зато што га је најлакше изговорити - а није - него зато што га је најлакше разликовати од „чистог“ плозива), [qʼ] је уобичајен у језицима који имају увуларне сугласнике, [tʼ] се ређе среће, док је [pʼ] неуобичајен (среће се у кечуа језику). Међу африкатима, [tsʼ], [tʃʼ] и [tɬʼ] су веома уобичајени, док [kxʼ] није редак (за разлику од [kx], који није уобичајен).
Неки језици имају ејективне фрикативе: нпр. неки дијалекти хаусе имају [sʼ]; кавкаски језик убих има [ɬʼ], а кабардински језик има [fʼ], [ʃʼ] и [ɬʼ]. Језик тотонак у Мексику је занимљив по томе што има ејективне фрикативе ([sʼ], [ʃʼ], [ɬʼ]), али не и ејективне плозиве или африкате. Тлингит је екстремни случај (има [sʼ], [ɬʼ], [xʼ], [xʷʼ], [χʼ], [χʷʼ]).

## Транскрипција
Ејективи се транскрибују додавањем апострофа иза одговарајућег IPA-знака.